# Cycas beddomei
Cycas beddomei — вид голонасінних рослин класу саговникоподібні (Cycadopsida).

## Опис
Стебла деревовиді. Листя сіро-зелене, матові, довжиною 90 см. Пилкові шишки вузько-яйцюваті, помаранчеві, довжиною 30 см, 7,5 см діаметром. Мегаспорофіли довжиною 15–20 см, коричнево-повстяні. Насіння плоске, яйцювате, 38 мм завдовжки, шириною 34 мм; Саркотеста (плід) жовта.

## Поширення, екологія
Цей вид відомий тільки з штату Андхра-Прадеш на північному заході Мадрасу у східній півострівній Індії. Росте на висотах від 300 до 900 м. Характерний вид сухих, відкритих схилів гір. Росте у районі з річною кількістю опадів 570–1230 мм. Рослини ростуть на скелетних ґрунтах, головним чином в сухих листяних змішаного типу лісах з ділянками вологого листяного лісу.

## Використання
Чоловічі шишки С. beddomei збирають для використання в медичних цілях в Індії.

## Загрози та охорона
Збирання шишок різко виснажує популяції. Стебла також збирають для вилучення серцевини, яку використовують як лікування від слабкості. Цей вид знаходиться під загрозою частих спалювань трави, які ефективно блокують розмноження. Росте в Національному парку Шрі Венкатешвара.